# Snagajob
Snagajob簡稱Snag，是美國一个鐘點工招聘網站 。Snagajob成立于2000年，它在华盛顿哥伦比亚特区、弗吉尼亚州里士满 和南卡罗来纳州查尔斯顿设有办事处，Snagajob曾經連續8年入选《财富》杂志的 "最佳中小型工作场所 "名单。